# Грозото
Грозото (итал. Grosotto) је насеље у Италији у округу Сондрио, региону Ломбардија.
Према процени из 2011. у насељу је живело 1552 становника. Насеље се налази на надморској висини од 603 м.

## Становништво
| 1936. | 1951. | 1961. | 1971. | 1981. | 1991. | 2001. | 2011. |
| ----- | ----- | ----- | ----- | ----- | ----- | ----- | ----- |
| 2.247 | 2.289 | 2.238 | 2.117 | 1.862 | 1.685 | 1.686 | 1.615 |